# 堤邦彦
堤 邦彦（つつみ くにひこ、1954年5月6日 - 2005年12月5日）は、精神科医、医学博士（北里大学・1986年）。

## 略歴
北里大学医学部卒業後、同大学精神科に入局。その後北里大学大学院修了。精神科助手の頃から北里大学救命救急センターに勤務となる。北里大学病院救命救急センター外来主任、同大精神科講師、助教授を経て国際医療福祉大学附属熱海病院教授となった。
専門は、リエゾン精神医学、災害精神医学、救命救急精神医学。日本では珍しい救命救急専任の精神科医としてテレビ等の出演も多く、ドラマや映画など数多くの医療指導などもしていた。
臓器移植医療関係において、日本人で唯一「医療者向けヨーロッパ臓器提供病院教育プログラム」の指導免許を取得していた。
1986年、医学博士（北里大学）（学位論文「理科系大学入学志願者のMMPI尺度得点プロフィルと各質問項目回答に及ぼす翻訳差の影響 : 同志社版と日本版の交互施行4680例の検討から」）。

## 著書
- 基礎から学ぶ救急看護のメンタルケア（メディカ出版） ISBN 9784895734509

## メディアにおける活動
- おとうさん (テレビドラマ)（医事監修）
- GOOD LUCK!!（医療監修）
- グータン〜自分探しバラエティ〜（出演）

など多数。